# Beim Bau der Chinesischen Mauer

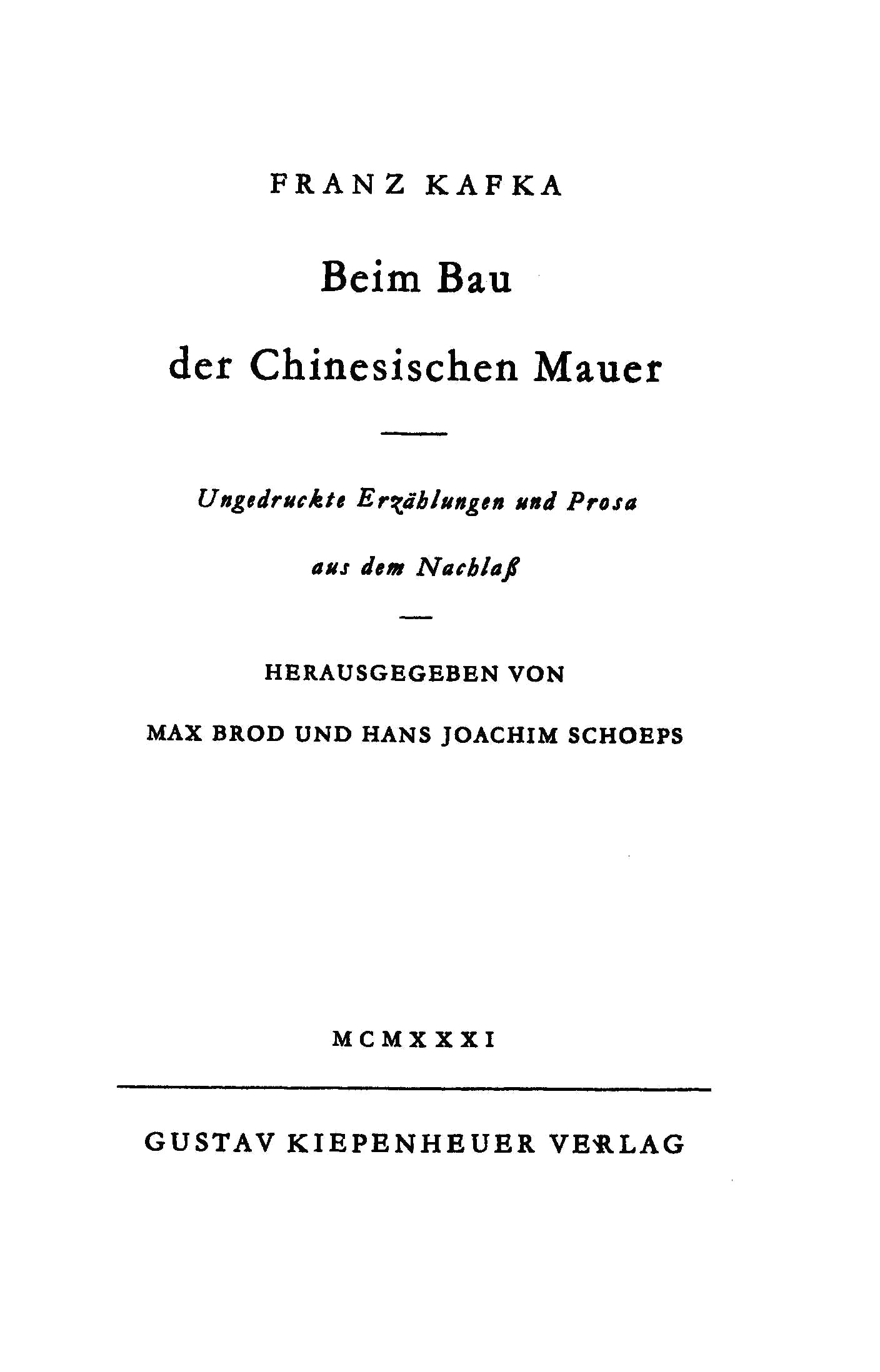
Erzählungen und Prosa aus dem Nachlass

Beim Bau der Chinesischen Mauer ist der Titel eines von Franz Kafka im März 1917 handschriftlich notierten Textes, der von Max Brod aus den hinterlassenen Schriften extrahiert und posthum 1931 in der gleichnamigen Textsammlung herausgegeben wurde. Geschildert wird die Mystifizierung des Baus der Großen Mauer durch das pflichtbewusste und von seiner Aufgabe begeisterte kollektive Volk, das von einer nicht sichtbaren, fast allwissenden Führerschaft, deren Anordnungen größtenteils unverständlich sind, und einem sehr fernen Kaisertum regiert wird.
Eingebettet in den Text ist eine Passage, die Kafka als eigenständige Geschichte namens Eine kaiserliche Botschaft im September 1917 in der Zeitschrift Selbstwehr und 1920 im Rahmen des Erzählungsbandes Ein Landarzt bereits selbst veröffentlicht hatte.

## Inhalt
Ein anonymer, offenbar vielseitig informierter Erzähler berichtet über den Bau der „Chinesischen Mauer“, die „zum Schutze gegen die Nordvölker gedacht“ war und die „als vollendet verkündet“ wurde. Jedoch gebe es eine „Behauptung“ über ihre Lückenhaftigkeit, die vielleicht nur zu den „vielen Legenden“ gehöre, die um den Bau entstanden sind. Er reflektiert über den Sinn des Baus, doch wegen der Größe des Landes, der unsicheren Informationsketten, der Unübersichtlichkeit des administrativen Systems und der Ferne der oberen Behörden und des Kaisers werden die berichteten, oft nicht klar von den Legenden abgrenzbaren Tatsachen sowie die darauf aufbauenden Reflexionen über die Hintergründe und die Absichten des großen Projekts immer wieder relativiert oder in Frage gestellt.

### Baumethode
Zunächst beschreibt der Erzähler ausführlich den Plan, die Mauer nicht kontinuierlich als zusammenhängen Bau, sondern als Mosaik einzelner Teilabschnitte aufzuführen. Verstreut über die gesamte Grenze wurden jeweils einzelne Teile gebaut. Als Grund gibt der Erzähler die „Ungeduld, den Bau in seiner Vollkommenheit endlich erstehen zu sehen“ an: „Die Hoffnungslosigkeit, solcher fleißigen, aber selbst in einem langen Menschenleben nicht zum Ziel führenden Arbeit, hätte [die Maurer] verzweifelt und vor allem wertloser für die Arbeit gemacht“. Denn am Ende einer Bauphase waren die Arbeiter erschöpft, ihre Bauführer hatten „alles Vertrauen zu sich, zum Bau, zur Welt verloren“ und mussten durch die Errichtung neuer Mauern an anderer Stelle oder der Vereinigung zweier Teilstücke neu motiviert werden. Nur so konnte ihre Begeisterung und Schaffenskraft dauerhaft erhalten werden. Durch Vorgesetzte, „die imstande waren, bis in die Herzen mitzufühlen, worum es ging“, wurde die Lust, weiter zu bauen, „unbezwinglich“. Ein Beispiel dafür ist die Parole: „Einheit! Einheit! Brust an Brust, ein Reigen des Volkes, Blut, nicht mehr eingesperrt im kärglichen Kreislauf des Körpers, sondern süß rollend und doch wiederkehrend durch das unendliche China.“
Zur Vorbereitung des Riesenprojekts wurde das ganze Volk – sogar die kleinsten Kinder – schon jahrzehntelang vor dem Beginn auf den Mauerbau eingestimmt. Es ging um viel mehr als die Errichtung einer bautechnischen Anlage. Für die am Bau Tätigen war die Arbeit keine bloße Pflicht, sondern ein volksverbindendes Bedürfnis. Ein Gelehrter propagierte sogar, den Turm von Babel mit der Mauer als Fundament doch noch realisieren zu können.
Andererseits führt der Erzähler auch Gründe an, die das abschnittweise Bauen als unzweckmäßig erscheinen lassen: Bis zur völligen Fertigstellung kann eine lückenhafte Mauer nicht schützen und ist auch selbst gefährdet („Der Bau selbst ist in fortwährender Gefahr“) und ob sie tatsächlich jemals fertiggestellt wurde, ist ungewiss.

### Die Führerschaft
Letzten Aufschluss über die Frage nach der Teilbau-Methode könnte nur die oberste Führerschaft geben, aber „in der Stube der Führerschaft - wo sie war und wer dort saß, weiß und wusste niemand, den ich fragte - […] kreisten wohl alle menschlichen Gedanken und Wünsche und in Gegenkreisen alle menschlichen Ziele und Erfüllungen. Durch das Fenster aber fiel der Abglanz der göttlichen Welten auf die Pläne zeichnenden Hände der Führerschaft“. Die Führerschaft scheint allwissend, es herrschte die Meinung, sie kenne jeden und wälze ungeheure Sorgen, ja sie bestünde „wohl seit jeher und der Beschluss des Mauerbaues gleichfalls“. Viele Menschen, und der Erzähler rechnet sich wiederholt zur Wir-Gruppe, hätten erst „im Nachbuchstabieren der Anordnungen der obersten Führerschaft“ sich selbst kennengelernt und gefunden, dass ohne die Führerschaft weder ihre „Schulweisheit“ noch ihr „Menschenverstand für das kleine Amt“, das sie „innerhalb des großen Ganzen hatten, ausgereicht hätte“.
Deshalb leuchtet es „dem unbestechlichen Betrachter“ nicht ein, „dass die Führerschaft, wenn sie es ernstlich gewollt hätte, nicht auch jene Schwierigkeiten hätte überwinden können, die einem zusammenhängenden Mauerbau entgegengestanden hätte. Bleibt also nur die Folgerung, dass die Führerschaft den Teilbau beabsichtigte. Aber der Teilbau war nur ein Notbehelf und unzweckmäßig. Bleibt nur die Folgerung, dass die Führerschaft etwas Unzweckmäßiges wollte – Sonderbare Folgerung!“ Heute könne man „vielleicht ohne Gefahr“ über die Berechtigung dieser Gedankenkette sprechen. „Damals“ sei es jedoch „geheimer Grundsatz Vieler und sogar der Besten“ gewesen, man solle zwar mit allen Kräften, die Anordnungen der Führerschaft zu verstehen suchen, „aber nur bis zu einer gewissen Grenze“. Dann solle man mit dem Nachdenken aufhören.

### Das Kaisertum
Im letzten Textteil wendet sich der Erzähler mit der Bemerkung, dass auch der Mauerbau davon wesentlich betroffen sei, dem Kaisertum zu: Er habe „gefunden, dass wir Chinesen gewisse volkliche und staatliche Einrichtungen in einzigartiger Klarheit, andere wieder in einzigartiger Unklarheit besitzen“. Zu den „allerundeutlichsten Einrichtungen“ gehört das Kaisertum. Es ist durch die ungeheure Größe des Reiches so weit entfernt, dass die Bevölkerung der Provinzen weder den gegenwärtigen Kaiser noch die zugehörige Dynastie kennt. Man weiß noch nicht einmal, welcher Kaiser regiert und selbst über „den Namen der Dynastie bestehen Zweifel“- Jede Nachricht kommt viel zu spät und völlig veraltet an, wenn überhaupt. So groß ist die Unsicherheit, dass deshalb vom Volk oft längst Vergangenes für noch bestehend gehalten wird, hingegen Neuigkeiten mitunter als alte Geschichten abgetan werden.
Hier flicht der Erzähler die Sage von der kaiserlichen Botschaft ein, die diese unüberwindliche Distanz zwischen dem sterbenden Kaiser und einem auf seine Botschaft wartenden Menschen ausdrückt: „Niemand dringt hier durch“. Deshalb sehe sein Volk den Kaiser „hoffnungslos und hoffnungsvoll“. Im Grunde, so meint der Erzähler, hat das Volk gar keinen Kaiser und führt ein „gewissermaßen freies und unbeherrschtes Leben“, das sich nichtsdestotrotz durch strikte Kaisertreue und Sittenreinheit auszeichnet, wenngleich es „unter keinem gegenwärtigen Gesetze steht und nur der Weisung und Warnung gehorcht, die aus alten Zeiten zu uns herüberreicht“. Die Schuld für die Unklarheit des Kaiserbildes sieht der Erzähler nicht nur bei den Regierungen, sondern auch in der „Schwäche der Vorstellungs- oder Glaubenskraft beim Volke, welche nicht dazu gelangt, das Kaisertum […] in all seiner Lebendigkeit und Gegenwärtigkeit an seine Untertanenbrust zu ziehen, die doch nichts besseres will, als einmal diese Berührung zu fühlen und an ihr zu vergehen.“ Doch diese Schwäche sei „geradezu der Boden, auf dem wir leben.“

## Entstehung

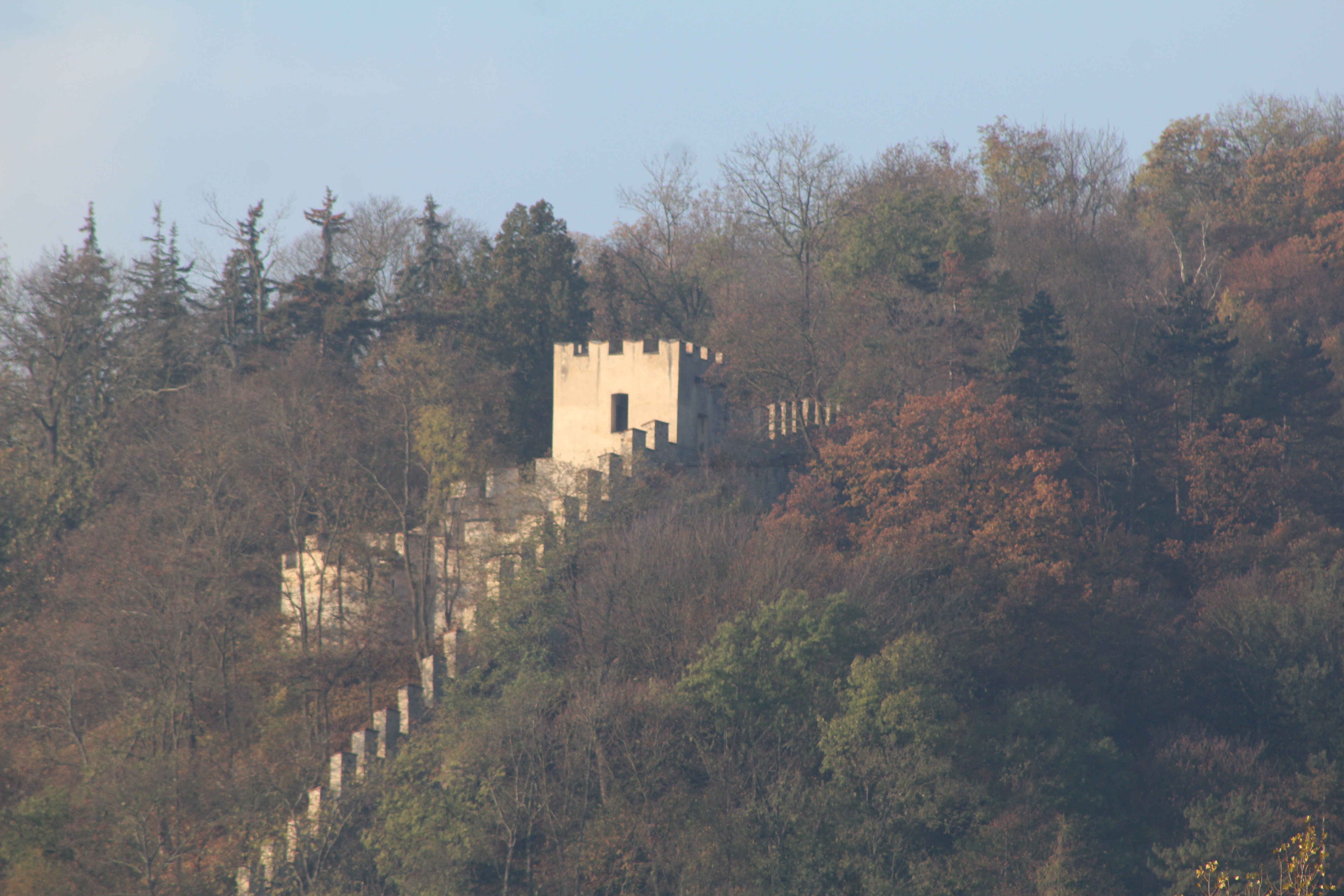
Die Hungermauer in Prag

Den Anstoß zu seiner Erzählung erhielt Kafka von der Hungermauer, die Kaiser Karl IV. im 14. Jahrhundert auf der Prager Kleinseite bauen ließ.
Die Beschreibung des bruchstückhaften Mauerbaues lässt an Kafkas Schaffensprozess mit seinen vielen Fragmenten denken. Besonders der Roman Der Process ist ähnlich entstanden: Zunächst das erste und das letzte Kapitel, später locker verbundene weitere Kapitel. Kafka notierte im Laufe seines Lebens unzählige Entwürfe literarischer Texte und diverse sonstige Bemerkungen fortlaufend in Schreibheften oder auf losen Blättern. Das Spektrum dieser Notizen reicht von zusammenhanglosen einzelnen Worten bis zu druckreif anmutenden Geschichten. Eine unbekannte Menge solcher Ideenskizzen hat Kafka nach eigenem Bekunden vernichtet, nur einen geringen Teil bearbeitete er weiter bis zur Veröffentlichung. Nach Kafkas Tod bewahrte und sichtete Max Brod das noch vorhandene Material, griff Textpassagen heraus, die nach seiner Einschätzung „das Merkmal der künstlerischen Geschlossenheit und Vollendung“  aufwiesen, und veröffentlichte sie gemeinsam mit Hans-Joachim Schoeps als „ungedruckte Erzählungen und Prosa aus dem Nachlaß“ – so der Untertitel des ersten Sammelbandes.
Das handschriftliche Original der auf diese Weise etablierten Geschichte vom Bau der chinesischen Mauer findet sich zwischen anderen Texten im dritten der acht sogenannten Oktavhefte, die Kafka von 1916 bis 1918 für Niederschriften der oben genannten Art benutzte. Im Nachwort zur ersten gedruckten Fassung, die 1930 in der Zeitschrift „Der Morgen“ erschien, bemerkt H.-J. Schoeps dazu folgendes:
„Beim Bau der chinesischen Mauer“ stammt aus den Jahren 1918/19. Die endgültige Fassung der umfangreichen Novelle hat das Schicksal zahlreicher anderer Werke geteilt, von ihrem Dichter verbrannt worden zu sein. Ein glücklicher Zufall bewahrte ein kleines Skizzenheft vor diesem Geschick, das ich im Nachlaß fand und das wenigstens noch einige geschlossene Partien der ersten Niederschrift enthielt. Die beiden hier veröffentlichten Erzählungen sind in sich abgeschlossene Teile aus der als Ganzes verlorenen Novelle.
Nach Raabe steht der Text als „Niederschrift im sogenannten Sechsten Oktavheft, das auf März/April 1917 als Entstehungsdatum dieser für Kafka so zentralen Geschichte schließen lässt. Offenkundig nicht vollendet: Kafka übernahm nur eine Passage als Eine kaiserliche Botschaft in den Band Ein Landarzt“.
Diese Erstveröffentlichung, wie auch viele folgende Editionen, präsentiert nicht den gesamten im Originalmanuskript zwischen der Überschrift „Beim Bau der chinesischen Mauer“ und der nächstfolgenden Überschrift „Ein altes Blatt“ vorzufindenden Text, sondern verzichtet auf die Wiedergabe eines etwa zwanzig Sätze langen Abschnitts, der als „Fragment zum ‚Bau der chinesischen Mauer‘“ erstmals 1937 publiziert wurde.

## Literarische Einordnung
Kafkas Beim Bau der chinesischen Mauer lässt sich, auch wegen des fragmentarischen Zustands, kaum einer bestimmten literarischen Gattung bzw. einem Genre zuordnen.
- Mit den realen Verhältnissen des alten China hat die Geschichte wenig zu tun. Beispielsweise zog sich der Mauerbau in Wirklichkeit über Jahrhunderte hin, während der Erzähler ihn innerhalb nur einer Generation beginnen und zum Abschluss gelangen lässt.
- Die Abhandlung des Erzählers beruht auf Recherchen und Spekulationen und wird von einem Ich-Erzähler als „Bericht“ bzw. eine „Untersuchung“ bezeichnet. Der Text entspricht jedoch teilweise eher einem Essay mit Reflexion, da Mutmaßungen und persönliche Betrachtungen darin breiten Raum einnehmen. Auch die Diktion ist nur anfangs sachlich und wird bald emphatisch, zuweilen gesteigert bis zur poetischen Übertreibung in den Bereich der Legende. Der häufige Gebrauch des Pronomens „wir“ sowie eingestreute anekdotische Episoden aus dem persönlichen Erleben des Erzählers erlauben zumindest den Schluss, dass er in die erzählte Welt integriert ist. Seine Angaben zur Person bleiben allerdings vage, sodass nicht klar wird, ob und inwieweit er Beteiligter oder nur Beobachter des Geschehens ist.
- H.-J. Schoeps bezeichnet den Text als Entwurfsfragment einer Novelle, andere Herausgeber nennen ihn eine Erzählung. Ähnlich einer Kurzgeschichte oder Kürzestgeschichte fehlen sowohl eine Exposition als auch eine ausgeprägte Handlung.
- In der Kafka-Sekundärliteratur wird der Text auch als Parabel betrachtet: Denn mit den realen Verhältnissen des alten China hat die Geschichte wenig zu tun. Beispielsweise zog sich der Mauerbau in Wirklichkeit über Jahrhunderte hin, während der Erzähler ihn innerhalb nur einer Generation beginnen und zum Abschluss gelangen lässt.

## Interpretationen
Im Zentrum vieler Analysen steht die Frage nach der Deutung der undurchsichtigen fernen Regierung: Dazu gibt es v. a. theologisch-philosophische, literaturwissenschaftliche, soziologische, psychologische und biographische Interpretationsansätze.
- Schoeps[19] sieht in der „real-symbolischen Darstellungsweise des Dichters das Grundthema Kafkaschen Lebens und Erlebens anklingen: Die Einsamkeit des Einzelnen in der Welt und seine Sehnsucht nach Eingliederung in einen Sinnzusammenhang durch Mitarbeit an einem Werk der Gesamtheit.“
- Nach Stach geht es Kafka– mehr als um den Mauerbau – um die Funktion des Kaisers, der als Symbol das riesige Volk der Chinesen zusammenhält; freilich ohne Verständigung zwischen Oben und Unten, die selbst dann nicht funktioniert, wenn sie ausnahmsweise von „oben“ gewollt ist.[20]
- Anders, ähnlich Schillemeit, Nakazawa und Alt, sieht einen Zusammenhang mit Kafkas Auseinandersetzung mit dem Judentum: „Ein beträchtlicher Teil des Kafkaschen Werkes handelt vom Juden. So der Roman Das Schloß, so die Mäusegeschichte Josephine. Aber das Wort „Jude“ kommt selten vor. Ja, in den Chinesische Mauer genannten Stücken ist das Wort „Jude“ sogar durchweg durch das Wort „Chinese“ ersetzt“.[21]

Schillemeit schließt sich den (mit Hinweis auf ähnliche Deutungen durch Hartmut Binder und Günther Anders) an: Die Geschichte enthalte „in sich, im Medium einer poetisch verwandelnden Gleichnissprache, den Reflex einer Auseinandersetzung mit Gegenwart und Geschichte des Judentums, so wie sich beides für Kafka damals, […], darstellte.“
Nakazawa deutet den Text als Auseinandersetzung mit verschiedenen Strömungen des zeitgenössischen Zionismus und konstatiert eine skeptische Haltung Kafkas gegenüber dem „Kulturzionismus“ und dessen Protagonisten Martin Buber.
Nach Alt hat sich Kafka zur Entstehungszeit des Textes mit asiatischer Kulturgeschichte beschäftigt, aber auch mit zionistischen Bestrebungen und den Schriften von Theodor Herzl (Der Judenstaat). China ist dabei die Chiffre für die Darstellung der zionistischen Diskussionen über die Schaffung eines jüdischen Nationalstaates und den Verlust der traditionellen Frömmigkeit, sprich der ostjüdischen Wurzeln.
- Wagner identifiziert den Autor mit dem Erzähler: Dessen spezifische Beobachterposition beruhe, „wie diejenige seines Schöpfers Kafka, auf der singulären Kombination eines Experten-Wissens für Schutzvorrichtungen mit einem Dilettanten-Wissen auf dem Gebiet der ‚vergleichenden Völkergeschichte‘“. Kafka schreibe „in einer für den Bestand der politischen Ordnung kritischen Situation über das österreichisch-ungarische Kaiserreich im Zeichen des chinesischen“ und stelle sich damit „in eine ihm fraglos bekannte böhmische Tradition der Krypto-Staatskritik, wie sie der spätere Begründer der tschechischen Presse, Karel Havlíček Borovský, […] in fiktiven Auslandskorrespondenzen aus Irland und China begründet hatte.“[25]

Auch Alt sieht den Text über die ungeheuere Ausdehnung des Landes und die entrückte Figur des Kaisers als Spiegel der sinkenden k. u. k. Monarchie. Der Kaiser Franz Joseph I. war wenige Monate vor Entstehung des Werkes gestorben.
- Wie in anderen Kafka-Texten fanden Kafka-Forschern, -biographen und -deutern auch in dieser Geschichte in großer Zahl intertextuelle Bezüge. Anhand diverser Beispiele bezeichnet Wagner den Bau der chinesischen Mauer als „eine Schrift, die aus nichts anderem zu ‚bestehen‘ scheint als aus Zitaten und Umschriften der Medien, Diskurse und Texte der Tradition und der Gegenwart“ sowie „neben […] auf unscharf definierte Mengen von Texten beziehbare Interdiskursivität […] auch eine häufig offenbar bis ins Detail kalkulierte, auf dem Dialog mit spezifischen Texten basierende Intertextualität.“[27]
- Anhand weiterer Textfragmente sowie Details aus Kafkas Lebens- und Erfahrungshintergrund entwickelt Schillemeit die These, dass Kafka sein eigenes Verhältnis zu dieser postulierten Thematik als das eines „innerlich Beteiligten, aber äußerlich und praktisch nicht engagierten, nicht selbst am Mauerbau mitarbeitenden Berichterstatters“ dargestellt habe.[28]

## Rezeption
- Der schottische Schriftsteller Alasdair Gray wurde von der Geschichte stark beeinflusst. So gibt es in seinen Kurzgeschichten einen ähnlichen Bau und ein vom Volk weit entferntes chinesisches Kaisertum.
- Henry Sussman beschreibt die Wirkung wie folgt:[29]

„Kafka macht es möglich, die erhabenen Eigenschaften der und das Rätsel um die Mauer zu bestaunen. Und in diesem Prozess löst er die schützende Distanz auf, die uns sonst von der Gewalt der Ch’in-Dynastie und der Zwangsarbeit, die zur Errichtung der Mauer nötig war, abschirmen würde, vor dem schieren Ausmaß namenloser Massen, die zu ihrer Konstruktion mobilisiert wurden, und dem enormen Zwang, mit dem die Arbeit koordiniert wurde.“

## Ausgaben
- Aus dem Nachlaß Franz Kafkas. Ein Fragment. Beim Bau der chinesischen Mauer. in: Der Morgen. Zweimonatsschrift, 6. Jahrgang, August 1930, 3. Heft, Schriftleitung Margarete Goldstein, Philo-Verlag Berlin, S. 219–230. Digitalisat (Universitätsbibliothek der Goethe-Universität Frankfurt am Main)
- Paul Raabe: Franz Kafka: Sämtliche Erzählungen. Fischer-Taschenbuch-Verlag, 1970, ISBN 3-596-21078-X.
- Franz Kafka: Die Erzählungen. Originalfassung. Herausgegeben von Roger Herms, Fischer Verlag, 1997, ISBN 3-596-13270-3.
- Franz Kafka: Nachgelassene Schriften und Fragmente 1. Herausgegeben von Malcolm Pasley. Fischer, Frankfurt am Main, 1993, ISBN 3-10-038148-3, S. 337–357.
- Franz Kafka: Sämtliche Erzählungen. Anaconda-Verlag, 2007, S. 448–463, ISBN 3-86647-170-X.

## Sekundärliteratur
- Peter-André Alt: Franz Kafka: Der ewige Sohn. Eine Biographie. Verlag C.H. Beck, 2005, ISBN 3-406-53441-4.
- Reiner Stach: Kafka. Die Jahre der Erkenntnis S. Fischer Verlag 2008 ISBN 978-3-10-075119-5.
- Manfred Engel: Kafka und die moderne Welt. In: Manfred Engel, Bernd Auerochs (Hrsg.): Kafka-Handbuch. Leben – Werk – Wirkung. Metzler, Stuttgart, Weimar 2010, ISBN 978-3-476-02167-0, S. 498–515, bes. S. 505–507.
- Manfred Engel: Entwürfe symbolischer Weltordnungen: China und China Revisited. Zum China-Komplex in Kafkas Werk 1917-1920. In: Manfred Engel, Ritchie Robertson (Hrsg.): Kafka, Prag und der Erste Weltkrieg / Kafka, Prague and the First World War. Königshausen & Neumann, Würzburg 2012 (Oxford Kafka Studies 2), S. 221–236. ISBN 978-3-8260-4849-4.
- Bettina von Jagow und Oliver Jahraus: Kafka-Handbuch. Leben-Werk-Wirkung. Vandenhoeck & Ruprecht, 2008, ISBN 978-3-525-20852-6.
- Ulrich Stadler: Der Schlüssel als Schloss und das System des Teilbaues. Kafkas kleine Prosastücke „Beim Bau der chinesischen Mauer“ und „Eine kaiserliche Botschaft“. In: Kleine Prosa: Theorie und Geschichte eines Textfeldes im Literatursystem der Moderne. Herausgegeben von Thomas Althaus, Wolfgang Bunzel und Dirk Göttsche, Max Niemeyer Verlag, Tübingen, 2007, ISBN 978-3-484-10902-5, S. 157–171 (Leseprobe bei books.google.de).
- Weijian Liu: Kulturelle Exklusion und Identitätsentgrenzung. Zur Darstellung Chinas in der deutschen Literatur 1870 - 1930. Peter Lang, Bern etc. 2007, ISBN 978-3-03911-264-7, Kapitel: Kafkas Umbau der chinesischen Mauer, S. 356–388 (Leseprobe bei books.google.de).